# Willa Księcia Leopolda w Słubicach
Willa Księcia Leopolda w Słubicach (niem. Villa Herzog Leopold) – zabytkowy budynek przy ul. Mickiewicza 3 w Słubicach, kilkaset metrów od przejścia granicznego z Niemcami. Do 2013 roku siedziba Sądu Rejonowego Wydziału Ksiąg Wieczystych, a od listopada 2015 roku Powiatowego Urzędu Pracy w Słubicach.

## Budowa
Wzniesiony ok. 1900 roku w stylu historyzmu, tj. w nurcie eklektycznym, dla posiadacza dóbr rycerskich M. Herrgutha. Słubice nosiły jeszcze nazwę Dammvostadt i były częścią szybko rozwijającego się wówczas Frankfurtu nad Odrą. Sam budynek nazywano zaś willą księcia Leopolda Brunszwickiego (niem. Villa Herzog Leopold).
Na przestrzeni czasu pałacyk parokrotnie remontowano lub przebudowywano, jednak sztukateria elewacji frontowej nigdy na tym nie ucierpiała.
Nazwa historyczna budynku nawiązuje do historii księcia Leopolda Brunszwickiego, który jako siostrzeniec króla Fryderyka Wielkiego pełnił funkcję komendanta garnizonu Frankfurt nad Odrą. Utonął w czasie wielkiej powodzi roztopowej w 1785 r., a jego zwłoki znaleziono później w okolicach dzisiejszego skrzyżowania ul. Mickiewicza i ul. Kopernika, czyli w ścisłym sąsiedztwie późniejszej willi M. Herrgutha.

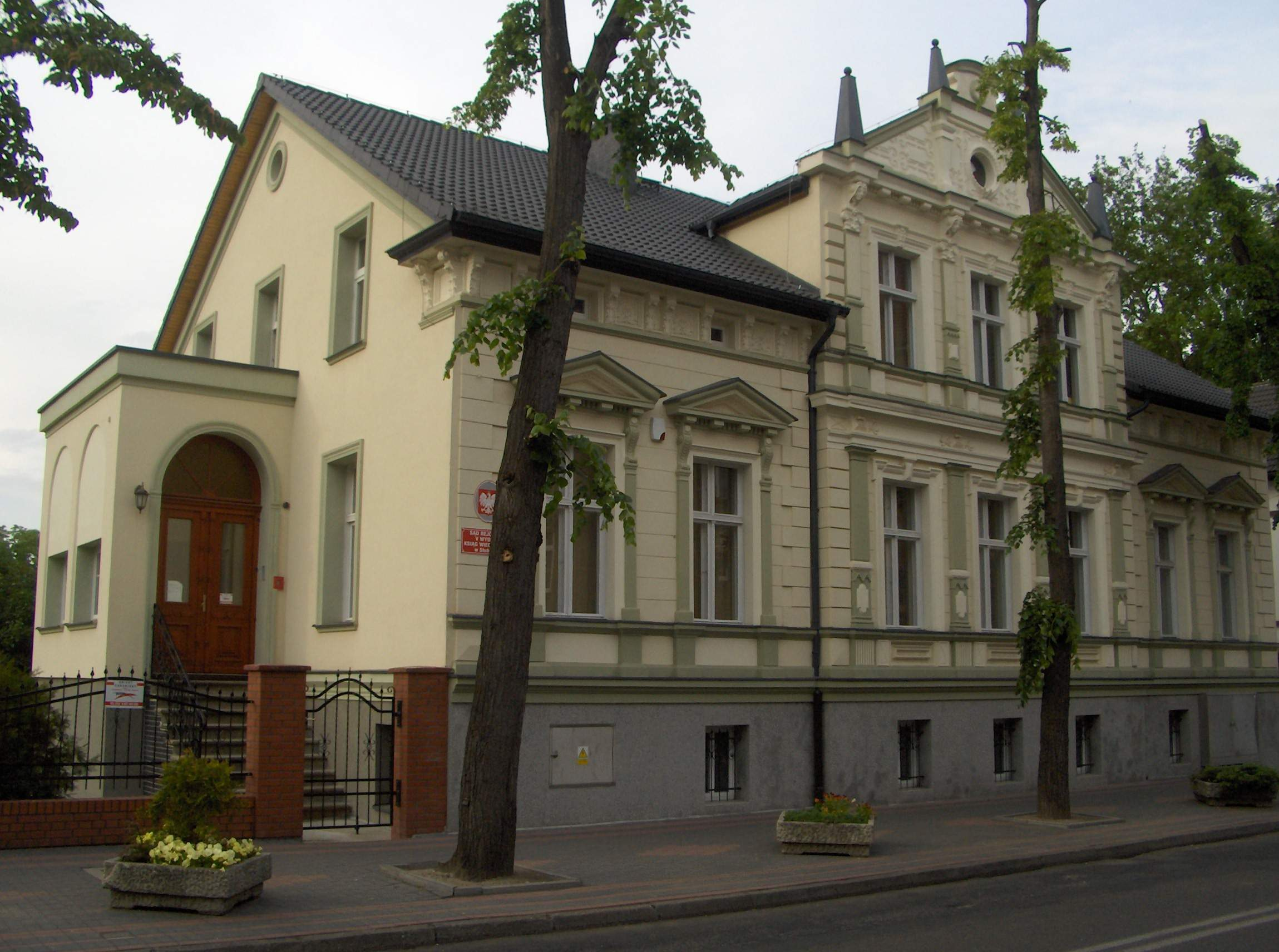
Widok na budynek od strony płd.-zach.

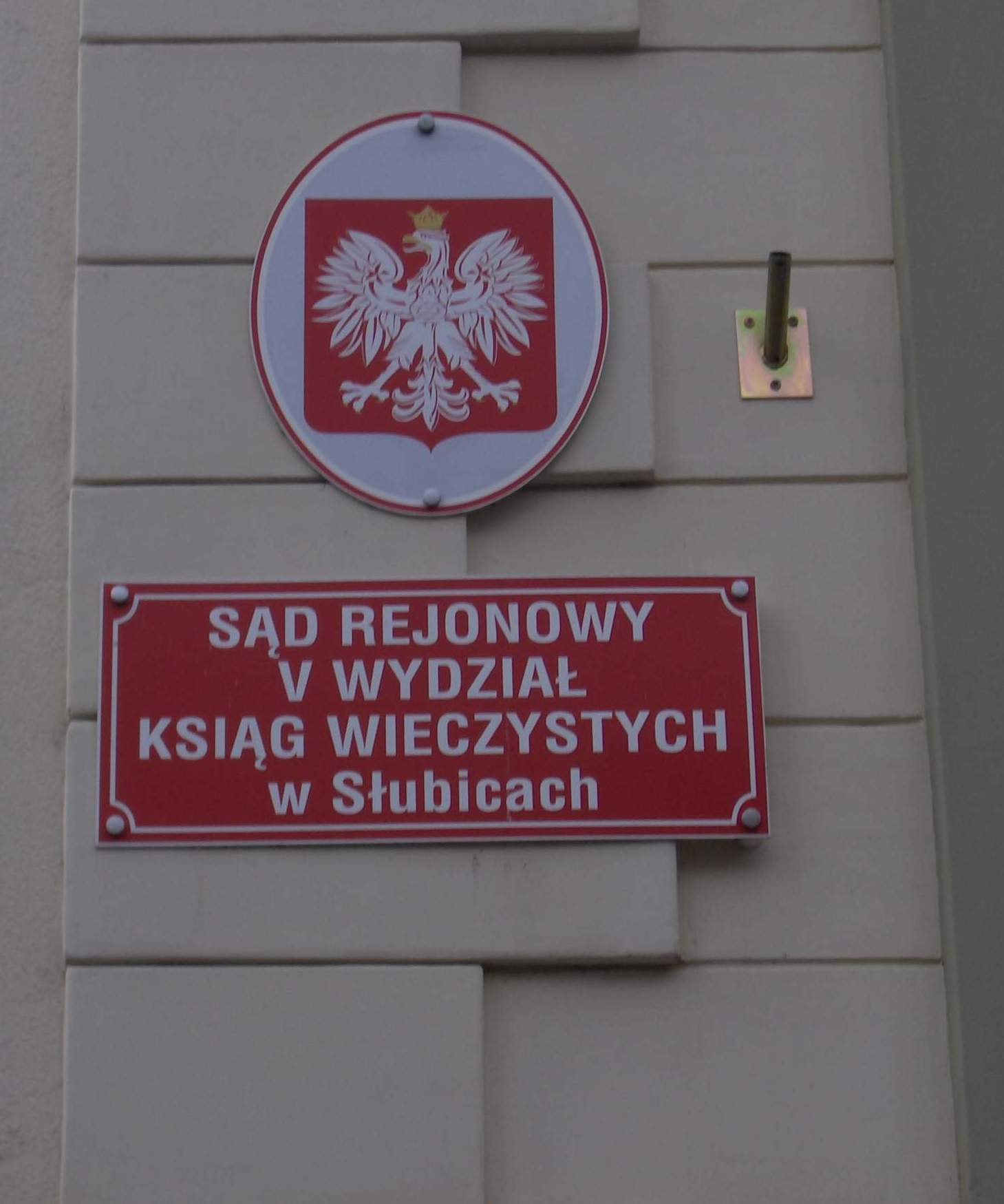
Dawna tablica informacyjna na elewacji frontowej budynku

## Odnowienie
Kilka lat temu budynek został odnowiony. Przez pewien czas stanowił siedzibę Sądu Rejonowego V Wydziału Ksiąg Wieczystych w Słubicach, jednak w 2013 roku wszystkie wydziały Sądu Rejonowego przeniesiono do nowej siedziby przy ul. Bohaterów Warszawy 3B, uroczyście otwartej przy udziale ministra sprawiedliwości Jarosława Gowina. Od listopada 2015 roku funkcjonuje tu Powiatowy Urząd Pracy w Słubicach.
W czerwcu 2012 roku w ramach projektu „Ścieżka edukacyjna po historyczny miejscach Słubic” na frontonie budynku zawisła tablica informacyjna opisująca historię ulicy oraz nieistniejącego już pomnika księcia Leopolda Brunszwickiego.